# Battaglia di Munfordville
La battaglia di Munfordville (detta anche battaglia del Green River) è stata un episodio della campagna del Kentucky della guerra di secessione americana.

## Contesto storico
Alla fine dell'agosto 1862, l'armata del generale confederato Braxton Bragg lasciò Chattanooga (in Tennessee) e marciò nel Kentucky.
A metà settembre, inseguito dall'esercito nordista guidato dal maggiore generale Don Carlos Buell, Bragg raggiunse Munfordville, che si trovava in corrispondenza del ponte della linea ferroviaria Louisville-Nashville sul Green River.

## L'assedio
Nonostante l'inferiorità numerica, il colonnello Wilder, comandante della guarnigione di Munfordville (composta da tre reggimenti), rifiutò di arrendersi e la città venne cinta d'assedio dalle truppe confederate. Tuttavia, due giorni dopo, il 16 settembre, Wilder fu costretto ad arrendersi e il giorno seguente Munfordville venne occupata dai sudisti.